# مارك أندرو غرين
مارك أندرو غرين (بالإنجليزية: Mark Andrew Green)‏ هو محامي ودبلوماسي وسياسي أمريكي، ولد في 1 يونيو 1960 في بوسطن في الولايات المتحدة. حزبياً، نشط في الحزب الجمهوري.

## مناصب
- في انتخابات مجلس النواب الأمريكي 1998 [الإنجليزية]‏، انتخب عضو مجلس النواب الأمريكي عن دائرة Wisconsin's 8th congressional district [الإنجليزية]‏ وقد انضم خلال فترته النيابية (6 يناير 1999 – 3 يناير 2001) للكتلة البرلمانية الحزب الجمهوري.
- في انتخابات مجلس النواب الأمريكي 2000 [الإنجليزية]‏، انتخب عضو مجلس النواب الأمريكي عن دائرة Wisconsin's 8th congressional district [الإنجليزية]‏ وقد انضم خلال فترته النيابية [الإنجليزية]‏ (3 يناير 2001 – 3 يناير 2003) للكتلة البرلمانية الحزب الجمهوري.
- في انتخابات مجلس النواب الأمريكي 2002 [الإنجليزية]‏، انتخب عضو مجلس النواب الأمريكي عن دائرة Wisconsin's 8th congressional district [الإنجليزية]‏ وقد انضم خلال فترته النيابية [الإنجليزية]‏ (7 يناير 2003 – 3 يناير 2005) للكتلة البرلمانية الحزب الجمهوري.
- في انتخابات مجلس النواب الأمريكي 2004 [الإنجليزية]‏، انتخب عضو مجلس النواب الأمريكي عن دائرة Wisconsin's 8th congressional district [الإنجليزية]‏ وقد انضم خلال فترته النيابية [الإنجليزية]‏ (4 يناير 2005 – 3 يناير 2007) للكتلة البرلمانية الحزب الجمهوري.
- انتخب سفير.
- انتخب سفير الولايات المتحدة لدى تنزانيا [الإنجليزية]‏ (12 سبتمبر 2007 – 20 يناير 2009).
- انتخب مدير الوكالة الأمريكية للتنمية الدولية (7 أغسطس 2017 – ).
- انتخب عضو جمعية ولاية ويسكونسن (1992 – 1998).
- انتخب عضو مجلس النواب الأمريكي (1999 – 2007).